# Septober Energy
Septober Energy è l'unico album della big band jazz/progressive inglese Centipede. Prodotto da Robert Fripp con la direzione musicale del leader del gruppo Keith Tippett, fu pubblicato nel 1971 dall'etichetta britannica Neon Records, sussidiaria dell'americana RCA,

## L'album
L'album è composto da una lunga suite suddivisa in quattro movimenti, ciascuno dei quali dura circa 20 minuti ed occupa un'intera facciata del doppio LP. Septober Energy - Part 4 si basa sulla traccia strumentale Green and Orange Night Park che faceva parte di Dedicated To You, But You Weren't Listening, album del Keith Tippett Group del 1970. Un'altra versione intitolata Septober Energy, che comprende una parte vocale, si trova nell'album The Bristol Concert di Mujician and The Georgian Ensemble, registrato nel 1991.
L'album fu pubblicato negli Stati Uniti dalla RCA nel 1974. Una versione rimasterizzata in CD fu pubblicata nel 2000 dall'etichetta BGO. Tutti i precedenti CD erano stati masterizzati dalle versioni in vinile.

## Tracce
Tutti i brani sono composti da Keith Tippett
Disco 1
1. Septober Energy - Part 1 – 21:43
2. Septober Energy - Part 2 – 23:34

Disco 2
1. Septober Energy - Part 3 – 21:21
2. Septober Energy - Part 4 – 18:45

## Musicisti
Violini
- Wendy Treacher
- Jihn Trussler
- Roddy Skeping
- Wilf Gibson
- Carol Slater
- Louise Jopling
- Garth Morton
- Channa Salononson
- Steve Rowlandson
- Mica Gomberti
- Colin Kitching
- Philip Saudek
- Esther Burgi

Violoncelli
- Michael Hurwitz
- Timothy Kramer
- Suki Towb
- John Rees-Jones
- Katherine Thulborn
- Catherine Finnis

Trombe
- Peter Parkes
- Mick Collins
- Ian Carr (anche flicorno soprano)
- Mongezi Feza (pocket cornet)
- Mark Charig (cornetta)

Sassofoni contralto
- Elton Dean (anche saxello)
- Jan Steele (anche flauto)
- Ian McDonald
- Dudu Pukwana

Sassofoni tenore
- Larry Stabbins
- Gary Windo
- Brian Smith
- Alan Skidmore

Sassofoni baritono
- Dave White (anche clarinetto)
- Karl Jenkins (anche oboe)
- John Williams (sassofono basso e soprano)

Tromboni
- Nick Evans
- Dave Amis
- Dave Perrottet
- Paul Rutherford

Batterie
- John Marshall (anche tutte le percussioni)
- Tony Fennell
- Robert Wyatt

Voci
- Maggie Nicols
- Julie Tippetts
- Mike Patto
- Zoot Money
- Boz Burrell

Bassi
- Roy Babbington
- Jill Lyons
- Harry Miller
- Jeff Clyne
- Dave Markee
- Brian Belshaw

Chitarra
- Brian Godding

Pianoforte
- Keith Tippett (direttore musicale)